# The Legend of Sleepy Hollow (film 1912)
The Legend of Sleepy Hollow è un cortometraggio muto del 1912 diretto da Étienne Arnaud. La storia di Washington Irving è stata portata numerose volte sullo schermo dopo il film della Kalem Company girato nel 1908.

## Trama
L'agente di polizia Ichabod Crane viene mandato nel villaggio di Sleepy Hollow per indagare su alcuni misteriosi omicidi a opera di un certo "Cavaliere senza testa". Ichabod crede che ciò sia solo leggenda, ma presto deve ricredersi.

## Produzione
Il film fu prodotto dalla Eclair American.

## Distribuzione
Distribuito dalla Motion Picture Distributors and Sales Company, il film - un cortometraggio in una bobina - uscì nelle sale cinematografiche statunitensi il 23 aprile 1912.